# Manami Oku

Manami Oku (奥真奈美, Manami Ogu, Tóquio, 22 de Novembro de 1995) é uma cantora japonesa conhecida por seu trabalho, que começou em 2006, no grupo japonês AKB48. Ela foi a integrante mais jovem do grupo "Time K", um subconjunto dos membros do AKB48 Honegumi.
Ela é a terceira integrante a se lançar em carreira solo e em 2010, passou a usar o nome Manami Ogu (おぐま なみ, Ogu Manami?). Sua canção "Katatsumuri (かたつむり)" serve como tema de encerramento da série de anime Ojarumaru. 

## Biografia
Seu pai é italiano e sua mãe japonesa, ela era a membro mais nova do grupo, que começou em 2006 com a equipe K, e participou do grupo Temporário Honegumi do AKB48 em 2007. Ela é a terceira membro a se lançar em carreira solo. Em 2010 ela passou a usar o nome Manami Ogu (おぐま なみ, Ogu Manami?). Sua canção "Katatsumuri (かたつむり)" serve como tema de encerramento da série de anime Ojarumaru (おじゃる 丸?).
Em fevereiro de 2011, ela expressou o seu desejo de deixar o grupo para continuar o seus estudos. Sua saída entrou em vigor em 8 de abril de 2011.

### Solo
- Katatsumuri